# Ардјеж
Ардјеж (фр. Ardiège) насеље је и општина у јужној Француској у региону Миди Пирене, у департману Горња Гарона која припада префектури Сен Годан.
По подацима из 2011. године у општини је живело 384 становника, а густина насељености је износила 102,13 становника/km². Општина се простире на површини од 3,76 km². Налази се на средњој надморској висини од 400 метара (максималној 710 m, а минималној 405 m).

## Демографија
| 1962. | 1968. | 1975. | 1982. | 1990. | 1999. | 2011. |
| ----- | ----- | ----- | ----- | ----- | ----- | ----- |
| 231   | 246   | 261   | 247   | 259   | 325   | 384   |

График промене броја становника у току последњих година